# 亞歷山大·菲利普維奇
亞歷山大·菲利普維奇（1994年12月20日—）是一位塞爾維亞足球運動員，在場上的位置是後衛。他現在效力於塞爾維亞足球超級聯賽球隊雅戈丁那足球俱樂部。他在2011年開始代表一線隊參賽。他也代表塞爾維亞U19國家隊參賽。